# Falk Dörr
Falk Dörr (* 24. Juni 1941; † 15. Februar 2021) war ein deutscher Fußballspieler. Der Mittelfeldspieler hat von 1959 bis 1973 für Preußen Münster in der Fußball-Oberliga West (98-17), Fußball-Bundesliga (7-1) und Fußball-Regionalliga West (230-33) insgesamt 335 Ligaspiele absolviert und 51 Tore erzielt. Er war der Rekordspieler für Münster in der damals zweitklassigen Regionalliga (1963–74).

## Karriere
Falk Dörr spielte über ein Jahrzehnt in den Reihen von Preußen Münster. Am 13. September 1959 debütierte er unter Trainer Kuno Klötzer bei der 0:3-Auswärtsniederlage beim 1. FC Köln in der erstklassigen Oberliga West. Er spielte im damaligen WM-System auf Halblinks an der Seite von Mitspielern wie Hermann Lulka und Adolf Scheidt. Mit den Westfalen schaffte er durch den vierten Rang im Abschlussjahr der Oberliga, 1962/63, den Einzug in die Bundesliga. Dörr hatte  unter Trainer Richard Schneider wie auch Helmut Tybussek, Klaus Bockisch, Lulka und Manfred Pohlschmidt, alle 30 Rundenspiele bestritten und acht Tore erzielt.
In seinem einzigen Bundesligajahr, 1963/64, dem Premierenjahr der Liga absolvierte er sieben Spiele und erzielte ein Tor. Am 24. August 1963 starteten die Preußen mit dem Heimspiel gegen den Hamburger SV in die Bundesliga. Vor 38.000 Zuschauern erzielte Dörr in der 70. Minute den Führungstreffer. Mit Karl-Heinz Kiß, Pohlschmidt, Manfred Rummel, Dörr und Lulka hatte Trainer Schneider dabei seinen Angriff besetzt. Am Rundenende stieg Münster mit einem Punkt Rückstand gegenüber Hertha BSC und dem Karlsruher SC in die Regionalliga West ab.
Auch nach dem Abstieg aus der ersten Liga blieb er in Münster. Bis 1973 schnürte er die Fußballschuhe für die Preußen. Die Wechsel im Trainerbereich (Richard Schneider, Prvoslav Mihajlović, Bernd Trautmann, Rudolf Schnippe, Richard Schneider, Dagmar Drewes [interim], Aki Schmidt, Slobodan Čendić) und das begleitende Nichtgelingen der Bundesligarückkehr, fielen in seine Zeit bei Münster. Dies trotz zeitweiliger Mitspieler wie Klaus Bockisch, Werner Lungwitz, Drewes, Klaus Ackermann, Erwin Kostedde, Werner Anzill, Günter Augustat, Horst Bertram, Heinz-Rüdiger Voß. In der Saison 1970/71 half er zeitweise für den erkrankten Richard Schneider als Trainer aus.
Sein letztes Spiel in der Regionalliga West absolvierte er am 29. April 1973 bei der 0:1-Heimniederlage gegen Spfr. Siegen. Im Sommer 1973 schloss er sich als Spielertrainer dem ASC Schöppingen an. In der Runde des Aufstiegs in die Verbandsliga Westfalen, 1976/77, wurde Dörr im März 1977 durch Helmut Menzel ersetzt.